# Paweł Cieliczko
Paweł Ludwik Cieliczko (ur. 6 kwietnia 1973 w Wąsoszu) – polski historyk i literaturoznawca.

## Życiorys
Studiował na Wydziale Historycznym Uniwersytetu im. Adama Mickiewicza w Poznaniu, historię oraz specjalność niemcoznawczą, założył i prowadził sekcję niemcoznawczą, organizował obozy polsko-niemieckie, podczas których porządkowane i odnawiane były niemieckie nekropolie na Dolnym Śląsku. Napisał pracę magisterską Niemcy w Lesznie i na ziemi leszczyńskiej pod kierunkiem profesora Lecha Trzeciakowskiego. 
W latach dziewięćdziesiątych założył i kierował Fundacją „Kadry dla Europy”, która realizowała projekty związane z przygotowywaniem społeczeństwa polskiego do akcesji Polski do Unii Europejskiej. W ramach tych działań organizował konferencje, szkolenia, a także wydawał publikacje książkowe. Odbył studia doktoranckie w studium doktoranckim przy Instytucie Badań Literackich Polskiej Akademii Nauk w Warszawie. W 2012 obronił rozprawę doktorską, napisaną pod kierunkiem profesora Zbigniewa Klocha pt. Opowiadanie historii a literackie narracje o przeszłości. W 2015 założył Fundację Kochania Poznania. W wolnym czasie pisze opowiadania grozy, których akcja rozgrywa się w Poznaniu.

## Publikacje
- Europa rolników. Poznań 2001, ISBN 83-919077-0-8
- Warszawski przewodnik literacki. Wydawnictwo IBL, Warszawa 2005, ISBN 978-839-232-240-5
- z Ewą Ziętek-Maciejczyk (red.): Literatura zaangażowana. Koncepcje, programy, realizacje. Wydawnictwo IBL, Warszawa 2006, ISBN 83-923224-0-2
- z Pawłem Kucińskim (red.): Widziane, czytane, oglądane – oblicza Obcego. Wydawnictwo IBL, Warszawa 2008, ISBN 978-83-61552-00-0
- z Pawłem Kucińskim (red.): Literackie portrety Innego. Wydawnictwo IBL, Warszawa 2008, ISBN 978-83-61552-01-7
- z Pawłem Kucińskim (red.): Obcy – Obecny. Literatura, sztuka i kultura wobec inności. Wydawnictwo IBL, Warszawa 2008, ISBN 978-83-61552-03-1
- z Joanną Roszak (red.): Incanto. Upominki dla Inki. – teksty ofiarowane prof. Alinie Brodzkiej-Wald w osiemdziesiątą rocznicę urodzin, Wydawnictwo IBL, Warszawa 2009, ISBN 978-83-923224-5-2
- Szaleństwo w literaturze. Wydawnictwo IBL, Warszawa 2010, ISSN 0137-9658
- z Joanną Roszak (red.): Poznański przewodnik literacki. Wydawnictwo Media Rodzina, Poznań 2013, ISBN 978-83-7278-365-3